# 扇一登
扇 一登（おうぎ かずと、1901年〈明治34年〉5月24日 - 2004年〈平成16年〉1月11日）は、日本の海軍軍人。最終階級は大佐。海兵51期、海大32期。広島県旧世羅郡三川村出身。

## 略歴
農家の三男として生まれる。高等小学校を出た成績優秀な次兄の影響により、優等で小学校を卒業したが、父親が重傷を負い、家族を手伝うため中学入学を一度は断念。だが、兄の勧めで旧制修道中学校（現：修道中学校・高等学校）2年に2番の成績で補欠入試に合格した。
修道中学校4年生の時、友人からの勧めで海軍兵学校を受験し、300人中6番の成績で合格。その年修道中学校から海軍兵学校に5名合格し、また扇の入学順位も良かったため地元の新聞に大きく報じられた。1920年8月26日、第51期生として海軍兵学校入校。兵学校卒業時の順位は36番。卒業後は「扶桑」、第一遣外艦隊警備駆逐艦「薄」に乗り組んだ。そこで蒲田静三中佐より語学力を買われ、相手方との交渉役となる。そこでの彼の年に不相応な冷静かつ紳士的な態度が評判となり、中尉昇進後の1926年、高松宮乗艦予定の「八雲」乗組員に選抜されたが、赤痢に罹り退艦。1928年、御大礼特別観艦式御召艦「榛名」の二次士官室長に起用される。

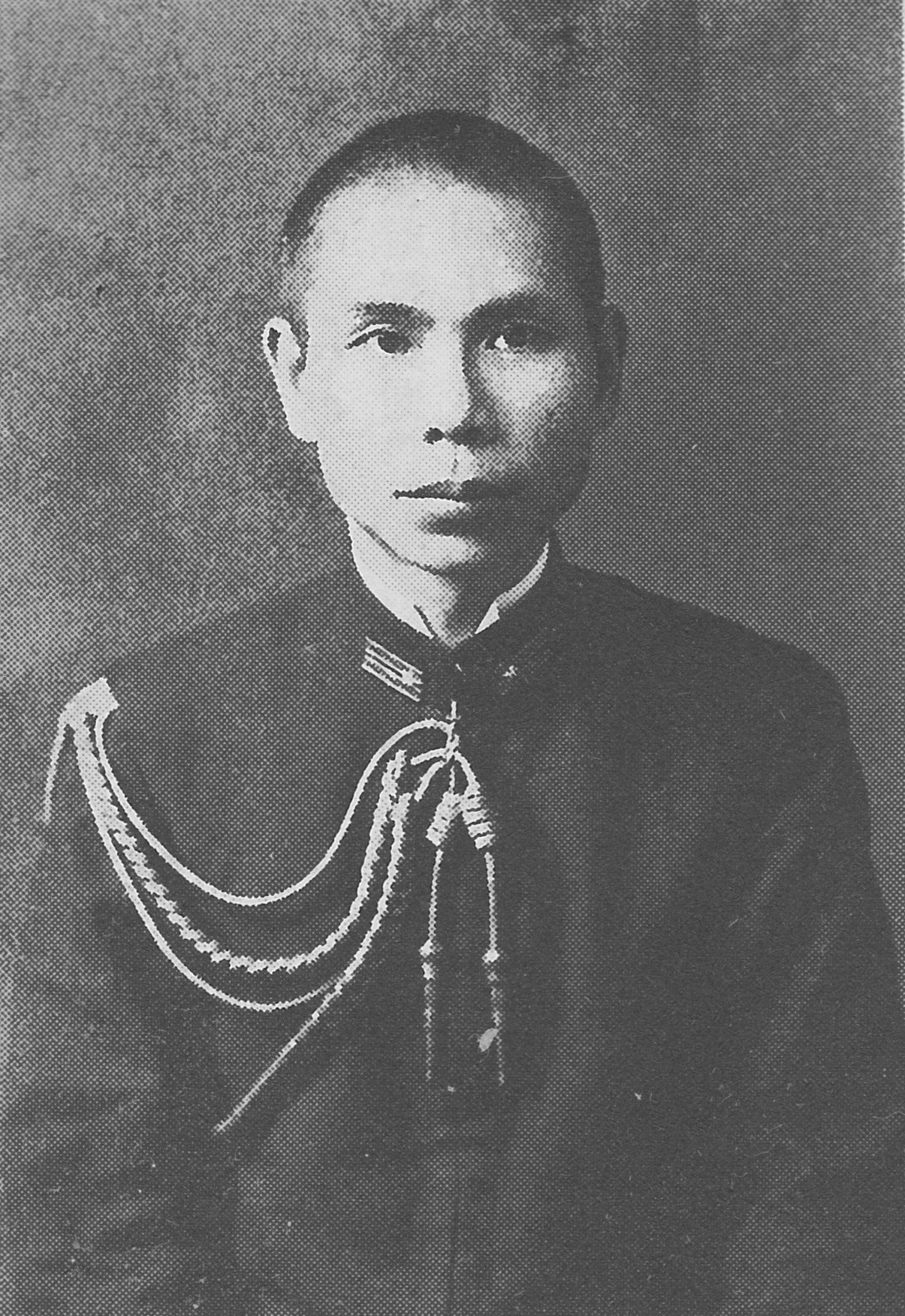
連合艦隊参謀当時の扇

大尉となった同年12月、海軍大学校高等科学生の航海科に合格。1年後、首席として恩賜の銀時計を拝受し卒業。1931年5月、第二艦隊参謀副官として「妙高」、後に「鳥海」に転乗した。1932年海軍大学校に入校（海大32期）し、1934年7月卒業。「出雲」、「磐手」の航海長を経て、連合艦隊参謀兼副官・第一艦隊副官となり旗艦「山城」に乗艦、参謀職として戦務および教育を担当する。1935年海軍少佐に昇進し、「長門」に転乗。二・二六事件の際は、連合艦隊教育参謀として電文「連合艦隊に訓示」を起草。1936年末、軍令部一部長直属乙部員となり、以後、対南洋方策研究委員会委員、内閣情報部情報官、参謀本部部員などを兼務、海軍の謀略対策の基本となる「謀略綱要」を作成。
日中戦争勃発後の1938年1月14日、いわゆる「国民政府を相手とせず」の近衛声明が閣議決定された。既に日本政府は蒋介石の対応に業を煮やしており、海軍でも軍令部次長古賀峯一中将、軍令部第一部甲部員横井忠雄大佐、支那担当軍務局員藤井茂中佐ら少数を除いて交渉打ち切りの線に傾いていた。藤井からこれを知った扇は、戦争の長期化と連合国との関係悪化を危惧し、以下のメモを作成した。
大本営政府連絡会議に臨む伏見宮博恭王に横井忠雄大佐を通じて手渡されたが、決定が覆されることは遂になかった。
1939年1月、第五艦隊参謀となり、以降約半年間、沿岸封鎖を主務とした海南島攻略作戦などに従事。同年7月、上海在勤海軍武官府付・須賀彦次郎少将補佐として、海南島を巡る汪兆銘政権との交渉に関与し、翌年4月、南京国民政府発足に伴い、初代特命全権大使・阿部信行大将の随員となった。
海軍中佐昇進後の1941年、2年ぶりに海軍省に戻った扇は、大臣官房調査課課員となり、高木惣吉課長の下で総合研究会の幹事を務めた。

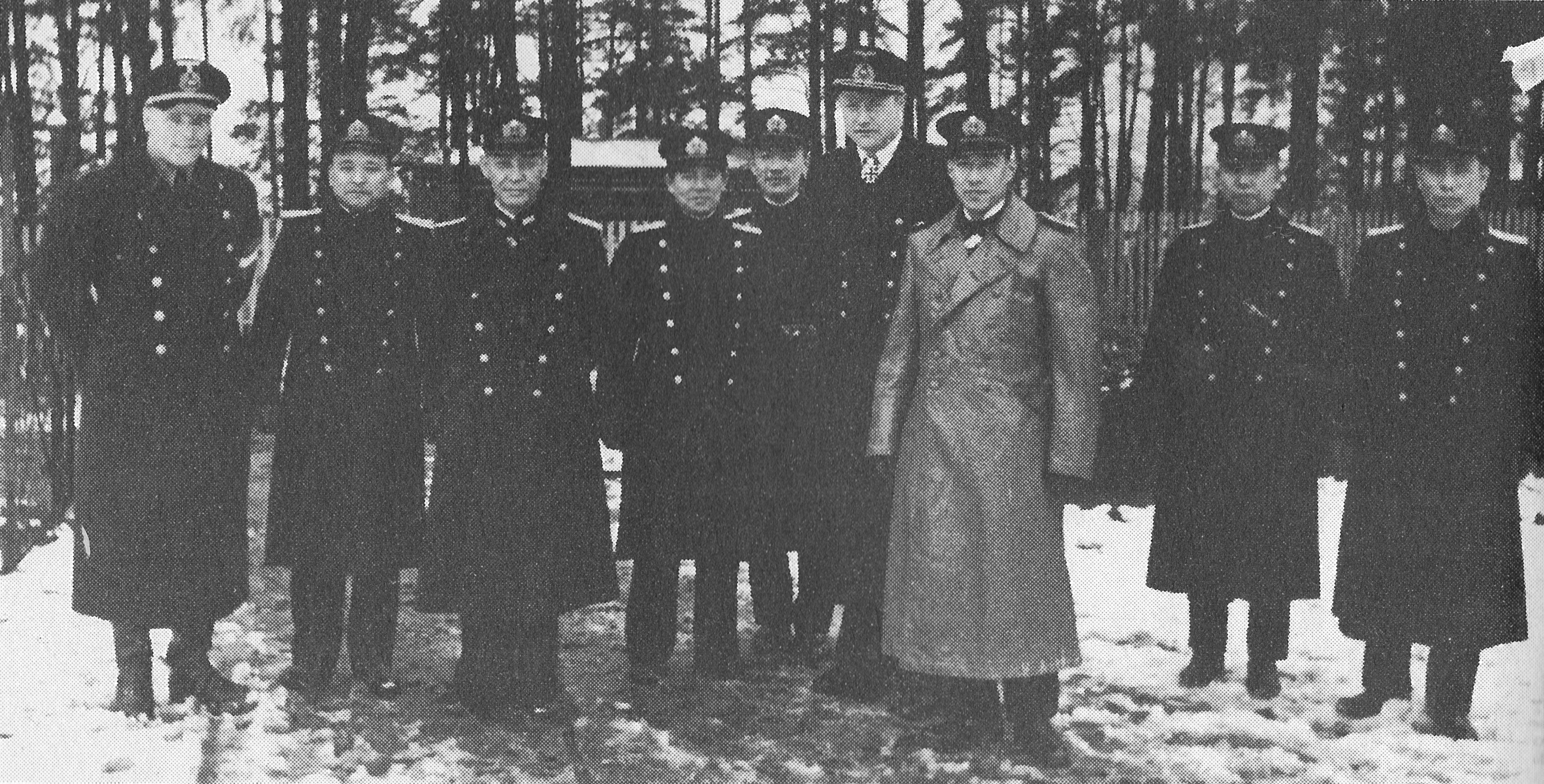
ドイツ・シレジアにて海軍演習場を視察する一行。一番右が扇。

1943年10月、伊29潜水艦による渡独を命じられ、12月16日、艦長の木梨鷹一中佐以下122名と共にシンガポールを出発。87日間にわたる幾多の苦難を乗り越え、翌年3月10日、南仏のロリアンに到着した。そこで二日間長旅の疲れを癒した後、ドイツ海軍の好意でパリ、ヴェルサイユの観光に招待された。だが戦局の悪化に伴う停滞感の漂う街並みからはとても感興が得られるものではなく、その上慣れない環境と食事で体を壊してしまった。
15日早朝、軍用列車でフランスを発ち、ドイツへと向かった。午前7時、ベルリンのアンハルターバンホフ駅に到着。ブランデンブルガートア隣接のホテル・アドロンに宿を構え、駐独大使館付海軍武官補佐官となる。4月中旬、かねてより希望していたドイツ語の習得を認められ、ハイデルベルク大学に短期留学、日本学講座担当の岩倉具実に師事。5月1日、本国より大佐への進級通知を得る。7月末、ベルリンに復帰し、軍事委員長阿部勝雄中将の補佐官を命じられる。
スウェーデン訪問中の1944年9月22日、小野寺信典公使館付武官と会談。国王グスタフ5世に日英間の講和の仲介を要請するという和平工作を画策した。
その後、1945年4月1日に典公使館付武官への転勤辞令が発令されるが、典大使館はビザを発行しなかった。典公使岡本季正は連合国からの圧力であると説明している。
4月13日、一行は仕方なく、ビザの発給がないまま連合軍の迫るベルリンを脱出することとなった。翌日、命からがらデンマークのコペンハーゲンに到着したが、民間船の徴用はできなかった。阿部、扇らは軍港軍需部長ヴァルター・フォルストマン大佐、参謀のクンツェ、グロースらを説得し、ドイツ軍を裏切るわけではないことを示した。
ドイツの降伏が決定的になった5月4日、スウェーデンへの移動には掃海艇801号が用意されていた。翌日午前3時30分、扇らはクンツェ、グロース両参謀の見送りを受けつつ港に急行した。日本海軍軍人らをスウェーデンへ送った後連合国への投降を控えていた掃海艇の乗組員達は、いずれも通常礼装で整然と出迎え、静かに出港した。
なお、同日午前8時にはイギリス軍が武装解除のためコペンハーゲンに飛来する予定であったため、まさに間一髪の脱出であった。
マルメ港に到着すると、掃海艇の乗組員らは、鉤十字の旗の下、デッキに整列しナチス式敬礼を送りつつ、凛とした態度で連合国の武装解除を受けるため戻っていった。一行は、最後の好意を尽くした独海軍士官らに、日本海軍軍人として最大限の敬意を払って今生の別れを告げると、直ちに典政府から不法入国として拿捕され、ヨンショーピングのホテルに軟禁された。和久田嘱託の渉外手腕のおかげで不快な取り調べもなく現地では丁重な扱いを受けたが、当然市外への外出は許されず、扇はそのまま小野寺に会うこと叶わず敗戦を迎えた。
戦後も1年間の軟禁措置を受けたのち帰国。第二復員省総務局局員として海軍の残務処理を行った後、1952年6月、扇矢資材を設立経営。この間、1947年11月28日、公職追放の仮指定を受けた。また、「海軍反省会」やマスコミからのインタビューにも積極的に参加した。2004年没。享年102。

## エピソード
- 同期生に大井篤がおり、隣席だった。発音が似ているため、英語の時間に英国人教師が「オーイ」と指名すると、大井はすかさず「貴様だぞ」と扇を突っついて立たせたという[5]。